# إرنست فنسنت رايت
إرنست فنسنت رايت (بالإنجليزية: Ernest Vincent Wright) (1873 - 7 أكتوبر 1939)؛ كاتب، شاعر وروائي أمريكي.